# Catharanthus ovalis
Catharanthus ovalis – gatunek rośliny należący do rodziny toinowatych (Apocynaceae). Występuje endemicznie w środkowej i południowej części Madagaskaru, w prowincjach Fianarantsoa oraz Toliara. Można to spotkać między innymi w Parku Narodowym Isalo.
Rośnie w bioklimacie przejściowym, jak i suchym. Występuje na wysokości do 2000 m n.p.m.